# Парная
Парна́я — село в Шарыповском районе Красноярского края России. Административный центр Парнинского сельсовета.

## География
Село расположено в 35 км к югу от районного центра Шарыпово.

## История
Как русское селение деревня Парнинская возникла во второй половине восемнадцатого века. К новой деревне примыкал хакасский (инородческий) улус Парнинский (сейчас это улица Набережная). К началу 1990 года население Парной достигло почти 1,3 тысячи человек. Здесь были Дом быта, участковая больница, детский сад, построено новое здание средней школы, которая в 2004 году торжественно отметила своё 100-летие. В конце минувшего века распался совхоз, несколько раньше рабкооп, селообразущими учреждениями стали средняя школа и участковая больница. Безработными остались механизаторы и животноводы. Село начало деградировать. Однако в это время Парная и близлежащие берега озера начали привлекать предпринимателей и богатых людей, предприятий города Шарыпово, которые занялись строительством жилья, дач, баз отдыха. Часть парнинцев стали представлять различные услуги туристам и отдыхающим – продавать молоко, овощи, домашнюю выпечку, дрова, рыбу. В 2004-2006 годах село начало развиваться снова.

## Население
| 1990 | 2010  |
| ---- | ----- |
| 1300 | ↘1142 |

Гендерный состав
По данным Всероссийской переписи населения 2010 года 561 мужчина и 581 женщина из 1142 чел.

## Известные уроженцы
- Григорий Семёнович Елисеев (1918—2000) — полковник Советской Армии, участник Великой Отечественной войны, Герой Советского Союза (1944).
- Алексей Викторович Лёмин (род. 1975) — российский политический и муниципальный деятель. Глава города Абакана с 25 декабря 2019 года. Член партии «Единая Россия».